# Gordon Hill
Gordon Alec Hill (Sunbury-on-Thames, 1º aprile 1954) è un ex calciatore inglese, di ruolo attaccante.

## Carriera
Nel dicembre 1972 viene ingaggiato dal Millwall, club della seconda serie inglese, con cui retrocedette in terza divisione al termine della Second Division 1974-1975.
Nell'estate 1975 si trasferì in America per giocare temporaneamente con la neonata franchigia dei Chicago Sting, con cui non riesce a superare la fase a gironi della North American Soccer League 1975. Fu il capocannoniere degli Sting con 16 reti in 21 incontri,
Nel novembre 1975 viene ingaggiato dal Manchester Utd per £70.000, a cui si aggiunsero altre £10.000 dopo il suo debutto in nazionale nel 1975. Debuttò con i Reds nella vittoria casalinga per 2-0 contro l'Aston Villa del 15 novembre 1975: nella stagione d'esordio, ottenne il terzo posto nella First Division 1975-1976 oltre che raggiungere la finale di FA Cup 1975-1976, che Hill giocò, persa contro il Southampton. La stagione seguente vince, giocando anche la finale, la FA Cup 1976-1977. Nell'agosto seguente si aggiudica anche la FA Charity Shield 1977, ex aequo con il Liverpool. Hill con i Reds ha giocato anche quattro incontri nella Coppa UEFA 1976-1977 e quattro nella Coppa delle Coppe 1977-1978.
Nell'aprile 1978 passa al Derby County per £250.000, sempre nella massima serie inglese. Con i Rams restò sino al novembre dell'anno seguente, ingaggiato dal QPR, con cui gioca due stagioni nella serie cadetta inglese.
Nel 1981 torna a giocare nella NASL, in forza ai canadesi del Montréal Manic. Con i Manic raggiunge i quarti di finale dei playoff per il titolo nella stagione 1981.
Nel corso della stagione seguente ritorna agli Sting con cui non riesce ad accedere ai playoff per il titolo.
Nel 1983 viene ingaggiato dal Inter Montréal, club della neonata Canadian Professional Soccer League. La squadra, guidata da Eddie Firmani ottenne buoni risultati sul campo ma dovette abbandonare il campionato a poche giornate dal termine per i troppi debiti accumulati.
Nel 1985 torna a giocare in Europa, ingaggiato dai nederlandesi del Twente, con cui ottenne il quattordicesimo posto della Eredivisie 1985-1986. Esordì con i Reds nella sconfitta casalinga per 3-0 contro l'Heracles Almelo del 22 settembre 1985, mentre la prima rete la segnò nel pareggio esterno per 2-2 contro l'Excelsior del 22 dicembre dello stesso anno.
Nel 1986 passa ai finlandesi del HJK, con cui ottiene il terzo posto della Mestaruussarja 1986.
Terminata l'esperienza scandinava torna in patria per giocare con i dilettanti del Stafford Rangers e del Northwich Victoria:
Nella stagione 1991 ha rivestito il ruolo di allenatore giocatore dei Nova Scotia Clippers, neonata squadra della Canadian Soccer League. Copn i Clippers raggiunse il primo turno dei playoff per il titolo, perdendo contro i North York Rockets.
Contemporaneamente al calcio, durante la sua militanza nei campionati nordamericani si dedicò anche all'indoor soccer, dapprima nella NASL Indoor e poi nella MISL.
Lasciato il calcio giocato, ha allenato brevemente il Chester City e l'Hyde.

### Nazionale
Durante la sua militanza con il Manchester Utd giocò tra il 1976 ed il 1977 sei incontri con la nazionale inglese. Esordì con i leoni d'Inghilterra nell'incontro valido per il Torneo del Bicentenario contro l'Italia del 28 maggio 1976, vinto per 3-2. Con la sua nazionale fallì le qualificazioni al campionato mondiale di calcio 1978.

## Statistiche

### Cronologia presenze e reti in Nazionale
| Cronologia completa delle presenze e delle reti in nazionale ― Inghilterra | Cronologia completa delle presenze e delle reti in nazionale ― Inghilterra | Cronologia completa delle presenze e delle reti in nazionale ― Inghilterra | Cronologia completa delle presenze e delle reti in nazionale ― Inghilterra | Cronologia completa delle presenze e delle reti in nazionale ― Inghilterra | Cronologia completa delle presenze e delle reti in nazionale ― Inghilterra | Cronologia completa delle presenze e delle reti in nazionale ― Inghilterra | Cronologia completa delle presenze e delle reti in nazionale ― Inghilterra |
| Data                                                                       | Città                                                                      | In casa                                                                    | Risultato                                                                  | Ospiti                                                                     | Competizione                                                               | Reti                                                                       | Note                                                                       |
| -------------------------------------------------------------------------- | -------------------------------------------------------------------------- | -------------------------------------------------------------------------- | -------------------------------------------------------------------------- | -------------------------------------------------------------------------- | -------------------------------------------------------------------------- | -------------------------------------------------------------------------- | -------------------------------------------------------------------------- |
| 28-5-1976                                                                  | New York                                                                   | Inghilterra                                                                | 3 – 2                                                                      | Italia                                                                     | Torneo del Bicentenario                                                    | -                                                                          |                                                                            |
| 8-9-1976                                                                   | Londra                                                                     | Inghilterra                                                                | 1 – 1                                                                      | Irlanda                                                                    | Amichevole                                                                 | -                                                                          | 66’                                                                        |
| 13-10-1976                                                                 | Londra                                                                     | Inghilterra                                                                | 2 – 1                                                                      | Finlandia                                                                  | Qual. Mondiali 1978                                                        | -                                                                          | 75’                                                                        |
| 30-3-1977                                                                  | Londra                                                                     | Inghilterra                                                                | 5 – 0                                                                      | Lussemburgo                                                                | Qual. Mondiali 1978                                                        | -                                                                          |                                                                            |
| 7-9-1977                                                                   | Londra                                                                     | Inghilterra                                                                | 0 – 0                                                                      | Svizzera                                                                   | Amichevole                                                                 | -                                                                          | 46’                                                                        |
| 12-10-1977                                                                 | Lussemburgo                                                                | Lussemburgo                                                                | 0 – 2                                                                      | Inghilterra                                                                | Qual. Mondiali 1978                                                        | -                                                                          |                                                                            |
| Totale                                                                     |                                                                            | Presenze                                                                   | 6                                                                          |                                                                            | Reti                                                                       | 0                                                                          |                                                                            |

## Palmarès
- Coppa d'Inghilterra: 1

Manchester Utd: 1976-1977
- Community Shield: 1

Manchester Utd: 1977